# Mount Globus
Mount Globus ist ein 1270 m (nach britischen Angaben 1273 m) hoher Berg auf Südgeorgien. Er ragt zwischen dem Fanning Ridge und Mount Corneliussen am westlichen Ende der Allardyce Range auf.
Der South Georgia Survey kartierte den Berg im Zuge seiner von 1951 bis 1957 dauernden Vermessungskampagne Südgeorgiens. Das UK Antarctic Place-Names Committee benannte ihn 1958 nach der Hvalfangerselskapet "Globus" A/S, einem 1924 in Larvik gegründeten norwegischen Walfangunternehmen, das als erstes die von norwegischen Walfängerkapitän Petter Sørlle (1884–1933) patentierte Slipanlage zur Verarbeitung von Walkadavern auf Fabrikschiffen einsetzte.